# Prionomitus
Prionomitus is een geslacht van vliesvleugeligen uit de familie Encyrtidae. De wetenschappelijke naam van dit geslacht is voor het eerst geldig gepubliceerd in 1876 door Mayr.

## Soorten
Het geslacht Prionomitus omvat de volgende soorten:
- Prionomitus cupratus (Mercet, 1921)
- Prionomitus fuscipalpis Kieffer, 1910
- Prionomitus lenorae (Hoffer, 1965)
- Prionomitus mitratus (Dalman, 1820)
- Prionomitus perbellus (Erdös, 1957)
- Prionomitus testaceicornis (Mercet, 1921)
- Prionomitus tiliaris (Dalman, 1820)
- Prionomitus vicinus Hoffer, 1963
- Prionomitus visci Sharkov, 1984